# 손정민 (성우)
손정민(1999년 8월 6일 ~ )는 대한민국의 성우로, 2021년 대원방송 성우극회 공채 12기로 입사했다.

## 출연작

### 애니메이션
2022년
- 디지몬 어드벤처: - 플로라몬, 미니데카치몬, 바푸몬, 새싹몬, 다이버몬, 햄버거 가게 점원
- 보틀맨 DX - 민시온, 나나
- 반요 야샤히메 2기 - 설수 외 각종 단역
- 쾌걸 근육맨 2세 - 어린 맥스맨, 어린시절의 체크 메이트, 물개맨 엄마
- 트로피컬 루즈! 프리큐어 - 슈퍼 절대 하지않을랭
- 게게게의 키타로 6기 - 모래할멈, 종아리 부비부비 / 고양이, 유키, 빗방울 동자
- 로미오의 푸른 하늘 - 아니타
- 시골소녀 폴리아나 - 델라
- 호빵맨 - 2대 조릿개경단소녀, 케이크
- 유희왕 SEVENS - 하유화, 준수, 황유가 엄마
- 원피스 - 미제르카 외 각종 단역
- 나의 히어로 아카데미아 6기
- 카드파이트!! 뱅가드 will+Dress - 하네야마 우라라
- 블리치 천년혈전 편 - 로리 아이번, 코테츠 이사네, 우나기야 이쿠미, 오마에다 마레요
- 면작귀 - 하치와레

2023년
- 나와 로보코 - 모기다리 로보코
- 말랑쁘니 - 옐로쁘니, 에너쁘니
- 면작귀 - 하치와레
- 꼬마마법사 레미 - 도또미
- 블리치 천년혈전 편 : 결별담 - 코테츠 이사네, 오마에다 마레요, 사루가키 히요리
- 닥터 스톤 NEW WORLD - 키리사메
- 키테레츠 대백과(재더빙) - 날씨 인형 2호

2024년
- 언데드 언럭 - 유우사이
- 슈팅스타 캐치! 티니핑 - 고마핑

### 극장판 애니메이션
- 그대들은 어떻게 살 것인가 - 아이코
- 도라에몽 극장판 시리즈
- 극장판 도라에몽: 진구의 우주소전쟁 2021 - 파피
- 극장판 도라에몽: 진구와 하늘의 유토피아 - 한나
- 세계명작극장 극장판 시리즈
- 극장판 소공녀 세라 - 제시, 로티
- 극장판 안녕 앤 - 노아 토마스
- 극장판 엄마찾아 삼만리 - 줄리에타, 크리스티나
- 극장판 키다리 아저씨 - 줄리아 엄마
- 극장판 톰 소여의 모험 - 메어리
- 극장판 플랜더스의 개 - 폴

### 특촬물
- 가면라이더 세이버 - 류하늘, 전효미, 윤레미, 고양이 메기도
- 가면라이더 리바이스 - 아길레라 / 목하나 / 퀸 비 데드맨 페이즈 3 / 가면라이더 아길레라, 한현주
- 가면라이더 기츠 - 염소진 / 가면라이더 레터, 메로마 / 가면라이더 메로마 / 가면라이더 글레어 2 / 프리미엄 메로마, 고해일
- 파워레인저 돈브라더즈 - 나온, 임향안 / 과학귀 / 과학킹, 핑크 피그, 콜라, 고스트, 돈 킬러 시스템 음성 외 각종 단역
- 도겐져스 시리즈 - 우자기

### 게임
- 나 혼자만 레벨업: ARISE - 서지우
- 네 개의 빛 - 케르비아
- 동아리 - 김가을
- 라스트오리진 - 파프니르
- 리버스: 1999 - 칸지라
- 마비노기 - 트레저헌터
- 명일방주 - 비르투오사
- 무기미도 - 두약
- 봄을 부르는 설녀 - 겨울 / 설녀
- 벚나무의 정령을 아이돌로 만드는 법 - 최우리
- 서머너즈워 크로니클 - 검령, 메타클론
- 승리의 여신: 니케 - 레오나
- 에버소울 - 타샤
- 월드 오브 워크래프트 - 균열방랑자 델린, 의술사 자다
- 카운터 스트라이크 온라인 - 밀리아
- 쿠키런: 킹덤 - 카라멜레온 쿠키, 요정 쿠키 2
- 트릭컬 리바이브 - 에피카
- 영웅전설: 가가브트릴로지 - 휘리

### 노래
말랑쁘니 엔딩
꼬마마법사 레미 오프닝

### 광고
- 켈로그 - 통귀리밥